# Jane Marple
Jane Marple, bardziej znana jako panna Marple – detektyw amator, postać fikcyjna stworzona przez pisarkę Agathę Christie.

## Postać
Panna Marple mieszka w małej wiosce St. Mary Mead. Na pozór jest typową, trochę wścibską starą panną. Ale gdy musi zmierzyć się z zagadkami kryminalnymi, wykazuje niesłychaną bystrość umysłu. Zgodnie z tradycyjnymi wzorcami powieści kryminalnej wprowadza w zakłopotanie stróżów porządku, którzy zajmują się sprawami kryminalnymi. Zawsze odnajduje jakieś analogie między zachowaniem przestępców a zdarzeniami, które zaszły kiedyś w jej rodzinnej wiosce. Rozpoznanie psychologicznych słabostek przestępców często pomaga jej w odkryciu mordercy. Pozornie rozkojarzona i nieporadna panna Marple myśli przenikliwie i trafnie, stosuje dedukcję, ujawnia praktyczną znajomość psychologii, ma wyobraźnię – toteż zawsze potrafi zdemaskować zbrodniarza. 
Motto panny Marple brzmiało: „Młodzi myślą, że starsi są głupi, ale starzy wiedzą, że to młodzi są głupi.”

## Historia
Panna Marple pojawiła się po raz pierwszy jako bohaterka sześciu opowiadań w brytyjskim czasopiśmie „The Sketch”. Panna Marple jest jednym z członków tzw. Klubu Wtorkowego (The Tuesday Club) – klubu dyskusyjnego, w którym detektywi amatorzy roztrząsają nierozwiązane dotychczas zagadki kryminalne. Inni członkowie to m.in. miejscowy wikary, Raymond West – siostrzeniec panny Marple, pisarz, Joyce – jego narzeczona, artystka. Spośród nich to pannie Marple zawsze udaje się rozwiązać zagadkę. Te opowiadania wraz z siedmoma kolejnymi ukazały się w 1932 w zbiorze zatytułowanym The Thirteen Problems (tytuł amerykański: The Tuesday Club Murders) – w dwa lata po wydaniu pierwszej powieści z panną Marple, Morderstwo na plebanii (Murder at the Vicarage, 1930). 
Podobnie jak w wypadku serii z Poirotem, Christie napisała też powieść, która miała stanowić zakończenie serii o przygodach staruszki. Uśpione morderstwo (Sleeping Murder) – ostatnia zagadka panny Marple – powstała około 1940, kiedy pisarka obawiała się śmierci w czasie II wojny światowej. Christie przeżyła jeszcze kilkadziesiąt lat, stąd też książka ukazała się dopiero w 1976 – rok po jej śmierci.

## Powieści
- Morderstwo na plebanii (The Murder at the Vicarage, 1930)
- Noc w bibliotece (The Body in the Library, 1942)
- Zatrute pióro (The Moving Finger, 1942)
- Morderstwo odbędzie się... (A Murder is Announced, 1950)
- Strzały w Stonygates (Murder With Mirrors lub They do it with Mirrors, 1952)
- Kieszeń pełna żyta (A Pocketful of Rye, 1953)
- 4.50 z Paddington (4.50 from Paddington, 1957)
- Zwierciadło pęka w odłamków stos (The Mirror Crack'd from Side to Side, 1962)
- Karaibska tajemnica (A Caribbean Mystery, 1964)
- Hotel Bertram (At Bertram's Hotel, 1965)
- Nemezis (Nemesis, 1971)
- Uśpione morderstwo (Sleeping Murder, napisana ok. 1940, wyd. w 1976)

## Opowiadania
- Trzynaście zagadek (The Thirteen Problems lub The Tuesday Club Murders, 1932):

Klub Wtorkowych Spotkań
Świątynia Astarte
Sztaby złota
Krew na ulicy
Motyw i okazja
Zbrodnia i ryby
Błękitne geranium
Dama do towarzystwa
Czterech podejrzanych
Tragedia w Boże Narodzenie
Ziele śmierci
Wypadek w bungalowie
Wypadek na moście
- Tajemnica gwiazdkowego puddingu (The Adventure of the Christmas Pudding, 1960)

Szaleństwo Greenshawa (Greenshaw's Folly; od 2010 roku dostępne także w zbiorze Śmiertelna klątwa)
- Śmiertelna klątwa (Miss Marple's Final Cases lub Miss Marple's Final Cases and Two Other Stories, 1979)

Azyl (Sanctuary)
Ukryty skarb lub Dziwny żart (Strange Jest; dostępne także w zbiorze Pułapka na myszy)
Narzędzie zbrodni lub Szpilka (Tape-Measure Murder; dostępne także w zbiorze Pułapka na myszy)
Śmiertelna klątwa lub Klątwa starej stróżki (The Case of the Caretaker; dostępne także w zbiorze Pułapka na myszy)
Idealna służąca lub Doskonała pokojówka (The Case of the Perfect Maid; dostępne także w zbiorze Pułapka na myszy)
Opowiadanie panny Marple (Miss Marple Tells a Story)

### Autoryzowane opowiadania napisane przez inne autorki i umieszczone w zbiorzeMarple: Twelve New Stories[1](2022)
- Evil in Small Places (autorka: Lucy Foley)
- The Second Murder at the Vicarage (Val McDermid)
- Miss Marple Takes Manhattan (Alyssa Cole)
- The Unravelling (Natalie Haynes)
- Miss Marple’s Christmas (Ruth Ware)
- The Open Mind (Naomi Alderman)
- The Jade Empress (Jean Kwok)
- A Deadly Wedding Day (Dreda Say Mitchell)
- Murder at the Villa Rosa (Elly Griffiths)
- The Murdering Sort (Karen M. McManus)
- The Mystery of the Acid Soil (Kate Mosse)
- The Disappearance (Leigh Bardugo)

## Adaptacje
Pomimo pewnej popularności bohaterki, Jane Marple pojawiła się dosyć późno na ekranach kinowych. W latach 1960. George Pollock wyreżyserował serię 4 komedii kryminalnych z Margaret Rutherford w roli detektyw i ze wspólną muzyką:
- Murder, She Said (1962; Pociąg z Dworca Paddington kiedyś, Śmierć ma okna w nowym wydaniu na DVD) na podstawie powieści 4.50 z Paddington
- Murder at the Gallop (1963; Morderstwo w hotelu Gallop), na podstawie opowiadań z Herkulesem Poirot Po pogrzebie (After the Funeral, 1953)
- Murder Most Foul (1964; Morderstwo najgorszego sortu), również na podstawie powieści z Poirot – Pani McGinty nie żyje (Mrs. McGinty's Dead, 1952)
- Murder Ahoy (1964; Ahoj, zbrodnio), nie oparty na żadnej z powieści Christie.

Rezultaty rozczarowały niektórych fanów pisarki, bo „hałaśliwa” kreacja Margaret Rutherford odbiegała od literackiego pierwowzoru, a reżyser wprowadził także zmiany w fabule. Agatha Christie przekonała się jednak wkrótce do Rutherford, skądinąd do niej podobnej.
W 1980 pannę Marple zagrała Angela Lansbury. W filmie Guya Hamiltona The Mirror Crack'd. na podstawie powieści Zwierciadło pęka w odłamków stos, większość akcji nie wypełnia jednak osoba panny Marple, która musiała ustąpić miejsca gwiazdorskiej obsadzie filmu w osobach Elizabeth Taylor, Rocka Hudsona, Geraldine Chaplin, Tony'ego Curtisa czy Kim Novak. Angela Lansbury, która zagrała pannę Marple w tym filmie, wcieliła się później w rolę Jessiki Fletcher – pisarki rozwiązującej zagadki kryminalne – w innym serialu Napisała: Morderstwo. Postać ta była w pewnym stopniu połączeniem panny Marple i innej postaci z książek Agaty Christie – Ariadny Oliver.
W latach 80. BBC wyprodukowała serial telewizyjny pt. Miss Marple, w którym pannę Marple grała Joan Hickson (wcześniej zagrała z Margaret Rutherford w Pociągu z Dworca Paddington). Serial liczył 12 odcinków. Po raz pierwszy komplet powieści z Jane Marple doczekał się ekranizacji w wykonaniu jednej i tej samej aktorki. Atmosfera filmów wiernie oddawała klimat powieści pisarki. W brytyjskim radiu powstały także słuchowiska radiowe oparte na przygodach panny Marple. Odcinki te w Polsce ukazały się w 2006 jako dodatek kolekcji DVD serialu Agatha Christie: Miss Marple.
W tym samym okresie amerykańska telewizja CBS nakręciła dwa filmy telewizyjne, w których w rolę dobrodusznej staruszki wcieliła się aktorka Helen Hayes. Były to dwa obrazy na podstawie powieści Karaibska tajemnica (1983) oraz Murder with Mirrors (1984).
W grudniu 2004 telewizja Granada Television i Granada International przy współpracy z ITV1 rozpoczęły emisję serialu Agata Christie's Marple (Agatha Christie: Miss Marple), obejmującego odcinki oparte na niemal wszystkich kolejnych opowiadaniach z panną Marple. W rolę Marple wcieliła się Geraldine McEwan. Seria filmów z Geraldine McEwan nie oddała jednak tak wiernie klimatu kryminałów pisarki. Fabuła odbiegała często od oryginalnej w powieściach Agathy Christie. Postać panny Marple wprowadzono parokrotnie do filmów, będących adaptacjami powieści w których ta bohaterka nie występowała. W 2005 w Polsce ukazała się kolekcja DVD zawierająca wszystkie wyemitowane odcinki pod nazwą Kolekcja Agatha Christie: Miss Marple – równolegle wyszła edycja Kolekcja Agatha Christie: Poirot. Polska kolekcja DVD wzbogacona była o odcinki serialu BBC z lat 80. 
W 2004 japońska telewizja NHK wyprodukowała 39 odcinkowy serial anime, zatytułowany: Agatha Christie: Sławni Detektywi Poirot i Marple (アガサ・クリスティーの名探偵ポワロとマープル, Agasa Kurisutī no Meitantei Powaro to Māpuru). Serial cieszył się dużą popularnością – w 2005 wyszła kolejna seria pod tym tytułem. Głosów w tej produkcji użyczyli: Kōtarō Satomi (里見 浩太朗, Satomi Kōtarō) jako Poirot i Kaoru Yachigusa (八千草 薫, Yachigusa Kaoru) jako miss Marple.

## Filmy z Margaret Rutherford
- 01. Murder, She Said 1962 (Śmierć ma okna)
- 02. Murder at the Gallop 1963 (Morderstwo w hotelu Gallop)
- 03. Murder Most Foul 1964 (Morderstwo najgorszego sortu)
- 04. Murder Ahoy! 1964 (Ahoj zbrodnio!)

## Filmy z Angelą Lansbury
- 01. The Mirror Crack'd 1980 (Zwierciadło pęka w odłamków stos)

## Filmy z Helen Hayes
- 01. A Caribbean Mystery 1983 (Karaibska tajemnica)
- 02. Murder with Mirrors 1985 (Strzały w Stonygates)

## Filmy z Joan Hickson
- 01. The Body in the Library 1984 (Noc w bibliotece)
- 02. The Moving Finger 1985 (Zatrute pióro)
- 03. A Murder is Announced 1985 (Morderstwo odbędzie się...)
- 04. A Pocket Full of Rye 1985 (Kieszeń pełna żyta)
- 05. The Murder at the Vicarage 1986 (Morderstwo na plebanii)
- 06. Sleeping Murder 1987 (Uśpione morderstwo)
- 07. At Bertram's Hotel 1987 (Hotel Bertram)
- 08. Nemesis 1987 (Nemezis)
- 09. 4.50 from Paddington 1987 (4.50 z Paddington)
- 10. A Caribbean Mystery 1989 (Karaibska tajemnica)
- 11. They Do It With Mirrors 1991 (Strzały w Stonygates)
- 12. The Mirror Crack'd from Side to Side 1992 (Zwierciadło pęka w odłamków stos)

## Filmy zGeraldine McEwan
Seria 1:
- 01. The Body in the Library 2004 (Noc w bibliotece)
- 02. The Murder at the Vicarage 2004 (Morderstwo na plebanii)
- 03. 4.50 From Paddington 2004 (4.50 z Paddington)
- 04. A Murder is Announced 2005 (Morderstwo odbędzie się...)

Seria 2:
- 05. Sleeping Murder 2005 (Uśpione morderstwo)
- 06. The Moving Finger 2006 (Zatrute pióro)
- 07. By the Pricking of My Thumbs 2006 (Tajemnica obrazu / Dom niespokojnej starości)
- 08. The Sittaford Mystery 2006 (Tajemnica Sittaford)

Seria 3:
- 09. Towards Zero 2006 (Godzina zero)
- 10. Nemesis 2006 (Nemezis)
- 11. At Bertram's Hotel 2007 (Hotel Bertram)
- 12. Ordeal by Innocence 2007 (Próba niewinności)

## Filmy zJulią McKenzie
(kontynuacja serii tv z Geraldine McEwan)
Seria 4:
- 13. A Pocketful of Rye 2008 (Kieszeń pełna żyta)
- 14. Murder is Easy 2008 (Morderstwo to nic trudnego)
- 15. Why Didn't They Ask Evans? 2009 (Dlaczego nie Evans?)
- 16. They Do It with Mirrors 2009 (Strzały w Stonygates)

Seria 5:
- 17. The Mirror Crack'd from Side to Side 2010 (Zwierciadło pęka w odłamków stos)
- 18. The Secret of Chimneys 2010 (Tajemnica rezydencji Chimneys)
- 19. The Blue Geranium 2010 (Błękitne geranium)
- 20. The Pale Horse 2010 (Tajemnica Bladego Konia)

Seria 6:
- 21.  A Caribbean Mystery 2013 (Karaibska tajemnica)
- 22. Greenshaw's Folly 2013 (Szaleństwo Greenshawa)
- 23. Endless Night 2013 (Noc i ciemność)